# Gare de Retiers
La gare de Retiers est une gare ferroviaire française de la ligne de Châteaubriant à Rennes, située sur le territoire de la commune de Retiers, dans le département d'Ille-et-Vilaine, en région Bretagne.
C'est une gare de la Société nationale des chemins de fer français (SNCF) desservie par des trains express régionaux du réseau TER Bretagne, qui circulent entre Châteaubriant et Rennes.

## Situation ferroviaire
Établie à 76 mètres d'altitude, la gare de Retiers est située au point kilométrique (PK) 26,649 de la ligne de Châteaubriant à Rennes, entre la gare de Martigné-Ferchaud et celle du Theil-de-Bretagne.
Située sur une ligne à voie unique, elle comporte une voie d'évitement pour le croisement des trains.

## Histoire
La gare de Retiers est ouverte lors de la mise en service de la ligne en décembre 1881.

## Fréquentation
De 2015 à 2023, selon les estimations de la SNCF, la fréquentation annuelle de la gare s'élève aux nombres indiqués dans le tableau ci-dessous.
| Année     | 2015   | 2016   | 2017   | 2018   | 2019   | 2020   | 2021   | 2022   | 2023   |
| --------- | ------ | ------ | ------ | ------ | ------ | ------ | ------ | ------ | ------ |
| Voyageurs | 89 786 | 75 620 | 43 416 | 38 574 | 38 366 | 29 121 | 34 477 | 65 312 | 83 504 |

## Service des voyageurs

### Accueil
Gare SNCF, elle dispose d'un bâtiment voyageurs avec guichet, ouvert du lundi au vendredi. 

### Desserte
Retiers est desservie par des trains TER Bretagne qui circulent entre les gares de Châteaubriant et de Rennes.

### Intermodalité
Un parc à vélos et un parking pour les véhicules y sont aménagés.

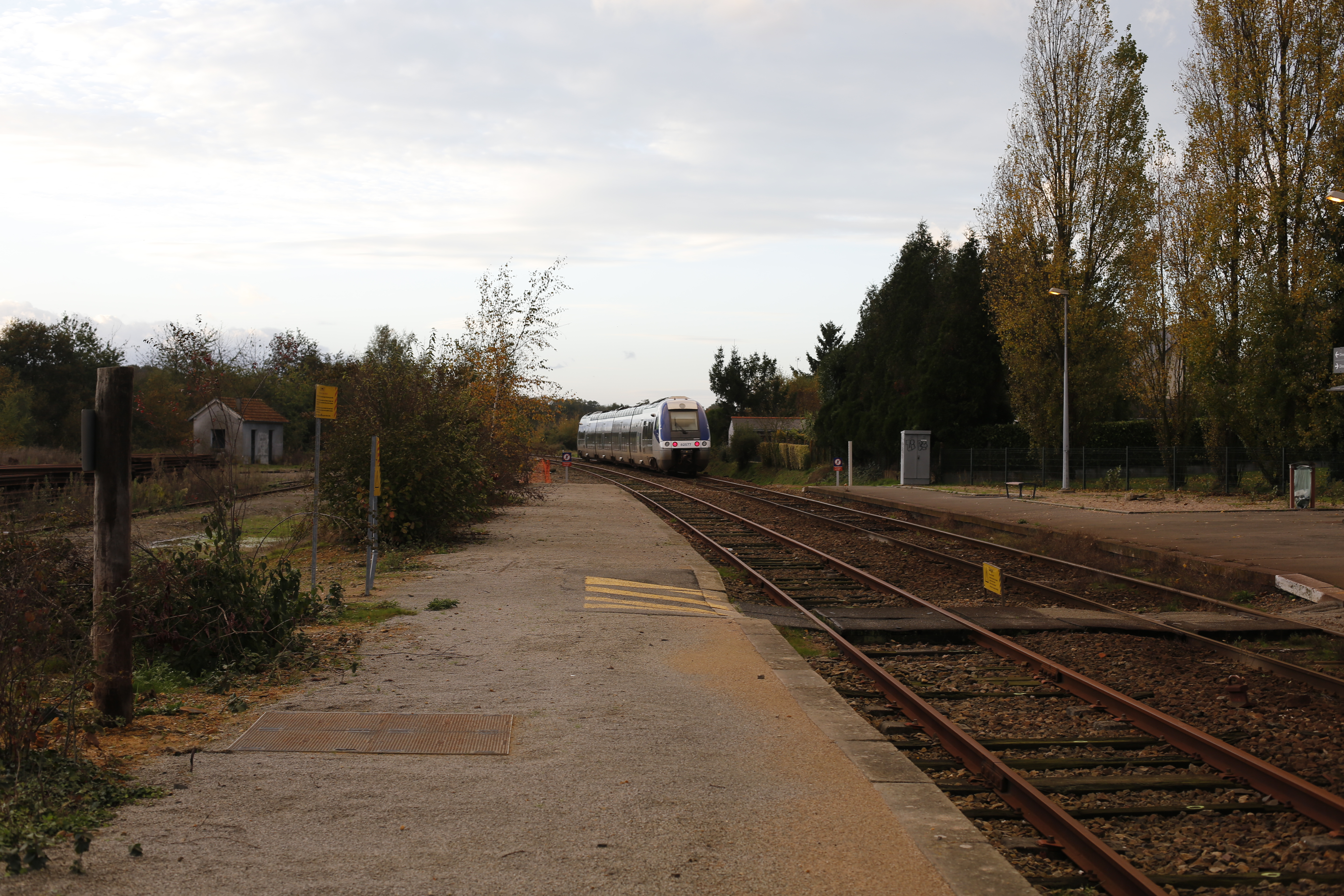
Voies et quais.
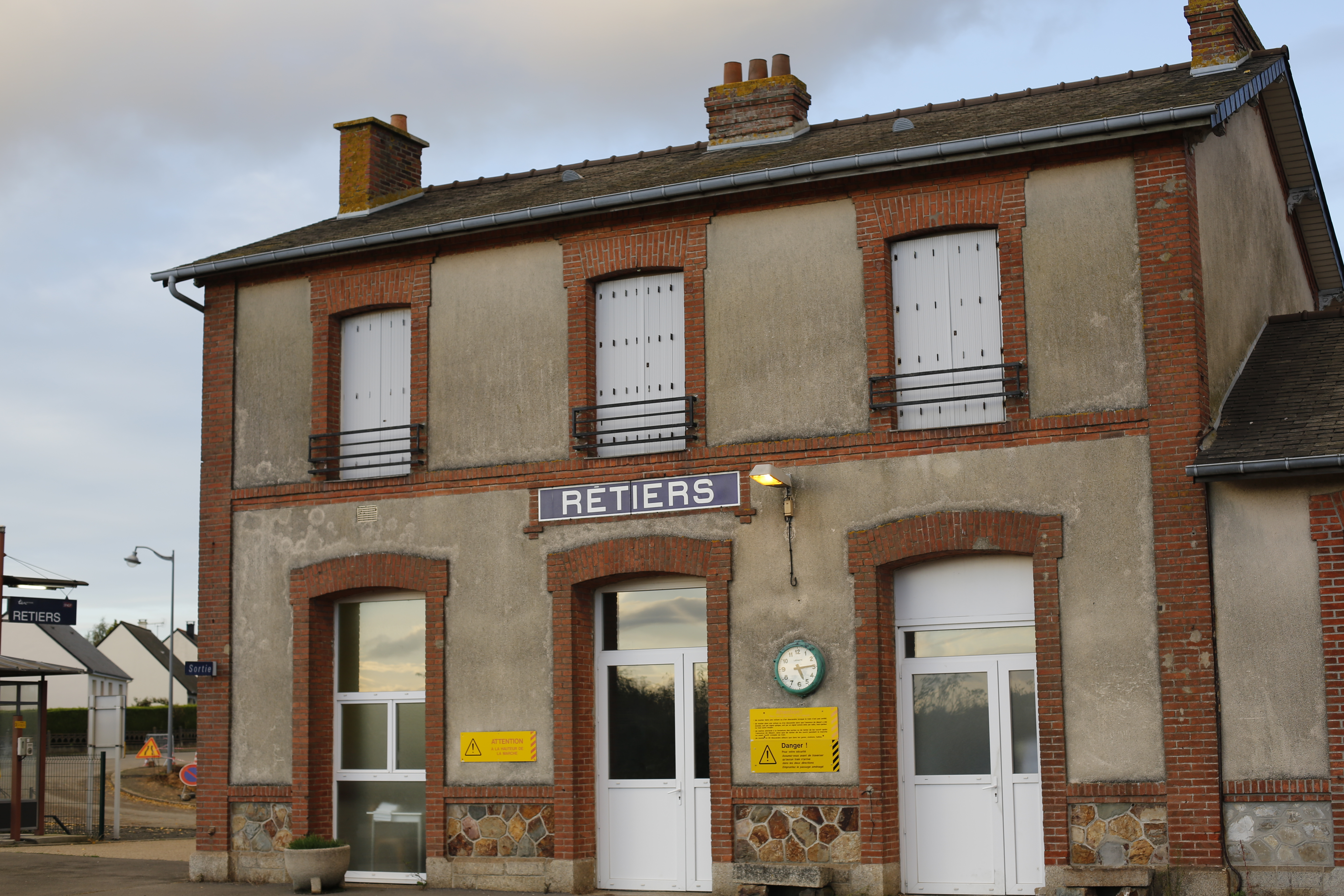
Bâtiment voyageurs côté quais.
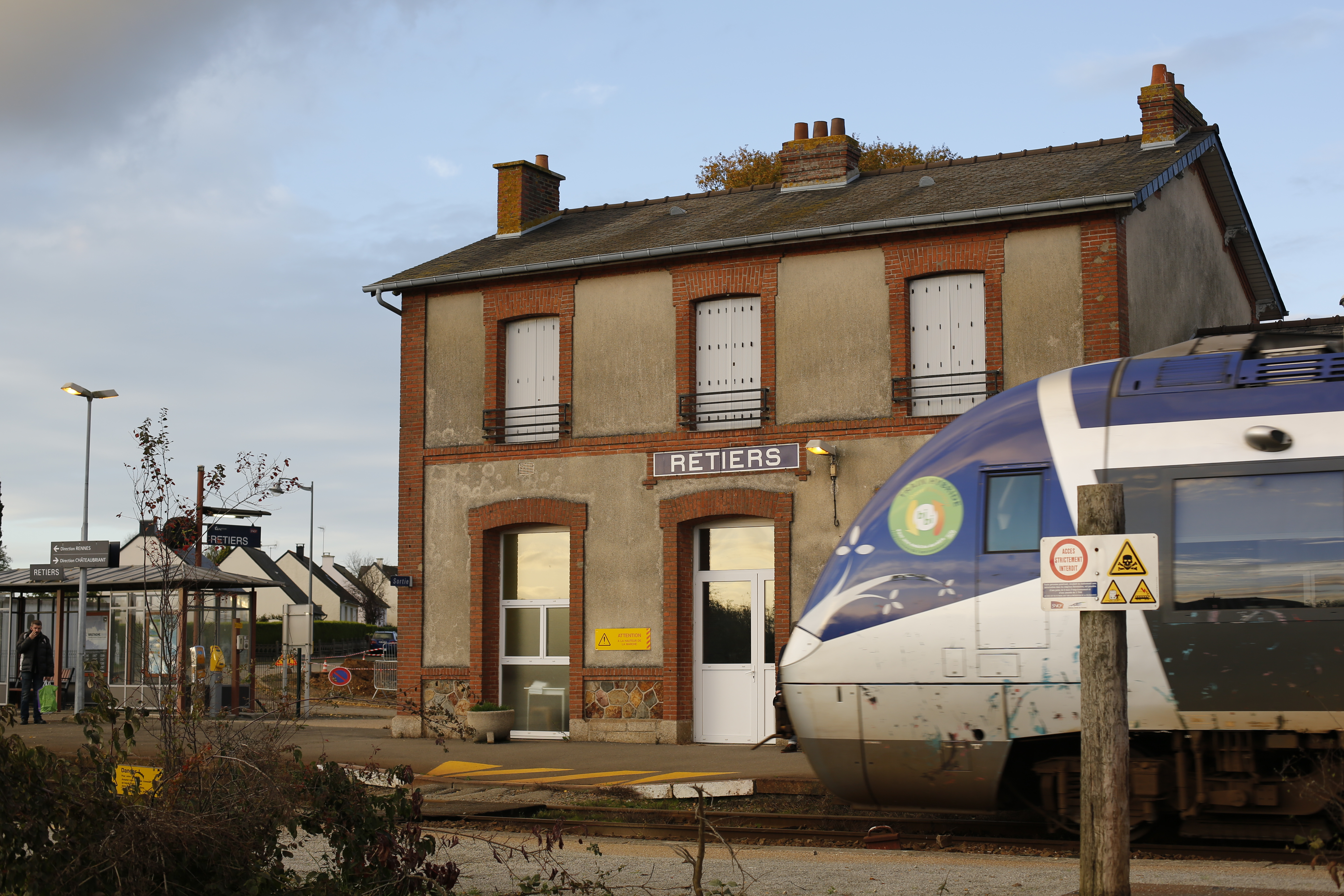
Abri de quai, BV et TER.
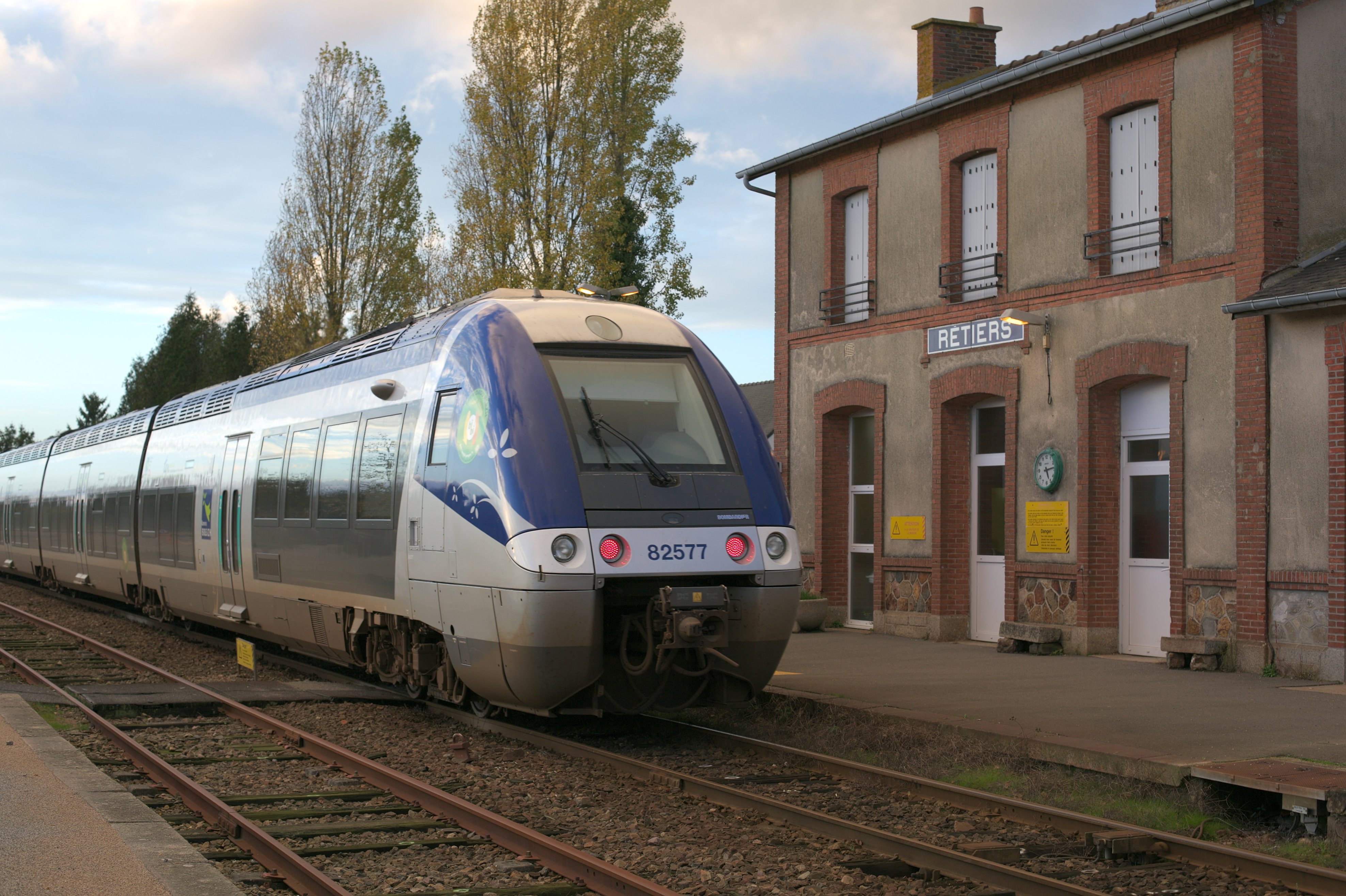
Passage TER pour Rennes.

## Service des marchandises
La gare est fermée au service du fret depuis le 3 octobre 2011.